# Willa Edwarda Herbsta w Łodzi
Willa Edwarda Herbsta („Muzeum Pałac Herbsta”) – neorenesansowa willa w Łodzi wybudowana prawdopodobnie według projektu Hilarego Majewskiego w latach 1875–1877, w której zamieszkała najstarsza córka Karola Scheiblera – Matylda Zofia (1856–1939) – z mężem Edwardem Herbstem.

## Historia

### 1875–1945

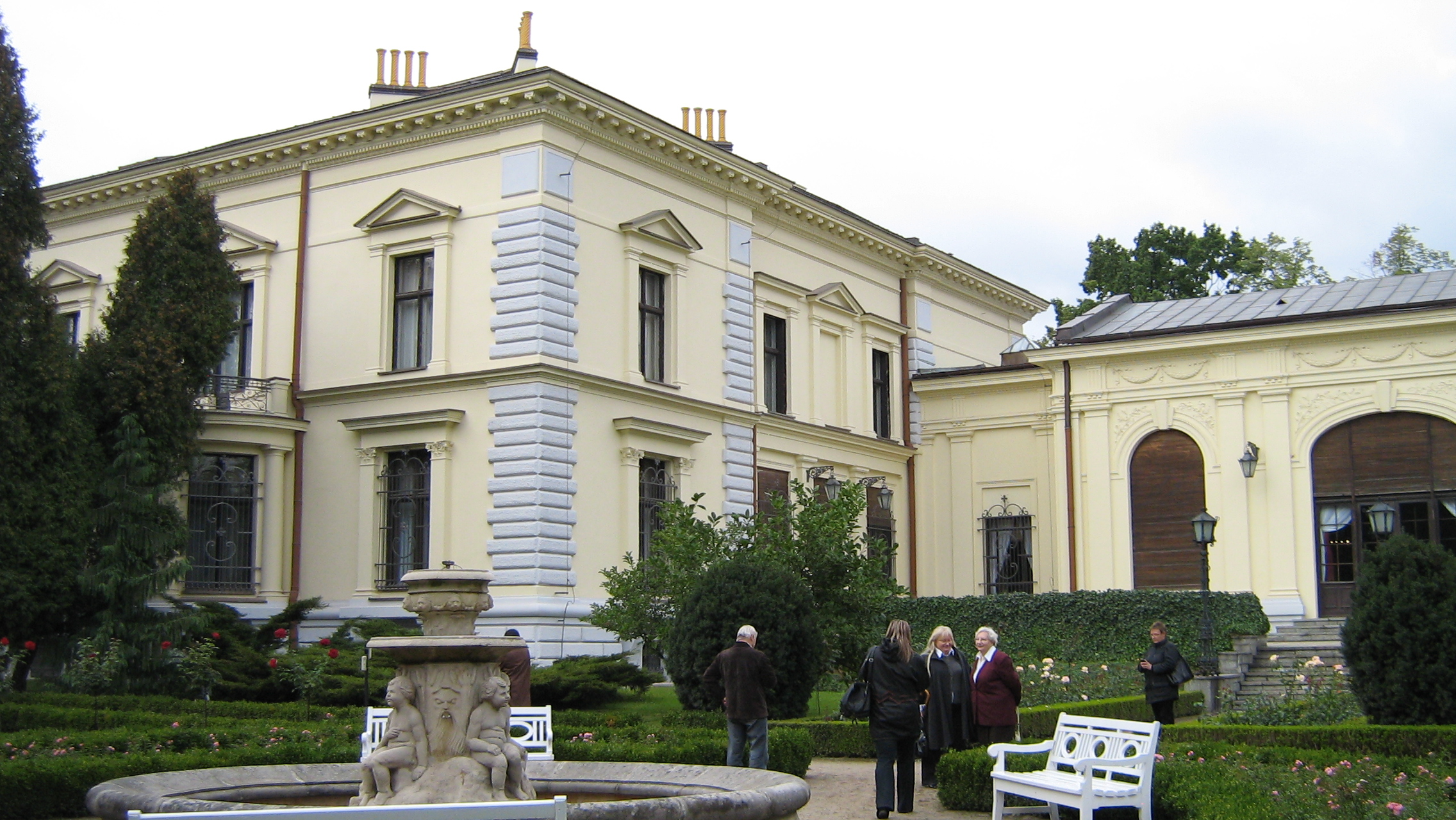
Willa od strony ogrodu

Willę wzniesiono u zbiegu obecnych ulic bp. Wincentego Tymienieckiego i Przędzalnianej, w bezpośredniej bliskości fabryki scheiblerowskiej oraz przyfabrycznego osiedla dla jej robotników – Księży Młyn. Budynek jest dwukondygnacyjny, neorenesansowy, na planie prostokąta zbliżonego do kwadratu, nakryty czterospadowym dachem z belwederem. Od frontu miała czterokolumnowy portyk. Od strony ogrodu parterowy ryzalit, z balkonem ponad nim. Elewacje skomponowano z uwzględnieniem zasad symetrii, z przewagą rytmów horyzontalnych. W 1877 do willi, od strony wschodniej, dobudowano salę balową, a z kolei do niej, od strony północnej, oficynę gospodarczą na rzucie prostokąta, z bocznymi skrzydłami. Drugi budynek gospodarczy z czerwonej cegły, z dekoracją wykonaną w tynku, mieszczący stajnię o ośmiu boksach i powozownię, a w wieży na piętrze pomieszczenia mieszkalne, zaprojektowany przez innego łódzkiego architekta – Adolfa Zeligsona (Seligsona) – powstał w 1893.
Układ wnętrz był klarowny i funkcjonalny. Na parterze znajdowały się wnętrza o większej skali, bogatszym wystroju, urządzone z przepychem, służące celom reprezentacyjnym. Piętro było przeznaczone wyłącznie dla domowników - sypialnie, łazienka, pokoje pani i pana, oraz innych domowników. Wystrój tych pomieszczeń ograniczał się w zasadzie do dekoracji faset.
Willa pozostawała w rękach rodziny do końca 1941. Po pierwszych mieszkańcach wilii, którzy w 1919 przeprowadzili się do Sopotu, zamieszkał tu ich syn – Leon (1880–1942) z żoną Aleksandrą (1889–1970), którzy opuścili ją pod koniec 1941 wyjeżdżając do Wiednia. Zabrali ze sobą całe wyposażenie domu. Leon był już w tym czasie ciężko chory i nie dożył zakończenia wojny. Zmarł bezpotomnie 16 stycznia 1942 w Wiedniu. Po jego śmierci żona powróciła do Łodzi, a następnie wyjechała do Berlina, gdzie urywa się po niej ślad. W październiku 2013 Aleksandra Herbst symbolicznie powróciła do willi poprzez odnaleziony w prywatnej kolekcji w Łodzi jej portret autorstwa niemieckiego impresjonisty Fritza von Kamptza. Willa przetrwała wojnę w dobrym stanie, a za jej dewastację odpowiedzialni są jej powojenni użytkownicy.

### 1946–1989
Po II wojnie światowej willa miała kilku użytkowników: najpierw (w latach 40. i 50.) mieściło się tu Centrum Szkolenia Personelu do Żłobków Dziecięcych, a następnie przedszkole oraz spółdzielnia pracy produkująca bombki choinkowe. Skutkiem niewłaściwego użytkowania willi była daleko posunięta dewastacja, a nawet całkowite zniszczenie kilku budynków (ogród zimowy wraz z łącznikiem).
W okresie od maja 1950 do maja 1953, w oranżerii znajdował się magazyn sprzętu pływającego Ligi Morskiej w Łodzi, współużytkowany z Sekcją Żeglarską łódzkiego Klubu Sportowego „Unia” (przystań (pomost) najpierw na brzegu przy pałacu, potem zbudowany większy po przeciwnej stronie rozlewiska rz. Jasień); wyprowadzony stąd do pomieszczenia przy ul. Patriotycznej 1 nad stawami Stefańskiego w Rudzie Pabianickiej.
Po przejęciu przez Muzeum Sztuki w Łodzi w 1976 i gruntownej rekonstrukcji w latach 80. XX w. w willi powstał oddział muzeum, w którym prezentowane są wnętrza mieszkalne typowe dla łódzkiej elity przemysłowej przełomu XIX i XX wieku.

### Od 1990
W 1990 za przywrócenie świetności rezydencji Herbstów Muzeum Sztuki w Łodzi otrzymało medal Europa Nostra. W kwietniu 2012 w nowej przestrzeni ekspozycyjnej w dawnej powozowni, otwarto Galerię Sztuki Dawnej, gdzie można podziwiać dzieła malarstwa polskiego i europejskiego.
20 września 2013 otwarto ponownie podwoje willi Herbstów, po trwającym prawie dwa lata gruntownym remoncie renowacyjno-odświeżającym. W jego trakcie starano się maksymalnie przywrócić jej pierwotny kształt na bazie szerokiej kwerendy archiwalno-ikonograficznej. Między innymi zrekonstruowano „ogród zimowy”, czyli willową palmiarnię. Także gruntownej rekonstrukcji poddano ogród znajdujący się przy willi. Jednostka muzealna po remoncie w 2013 przybrała oficjalną nazwę „Muzeum Pałac Herbsta”.

## Galeria

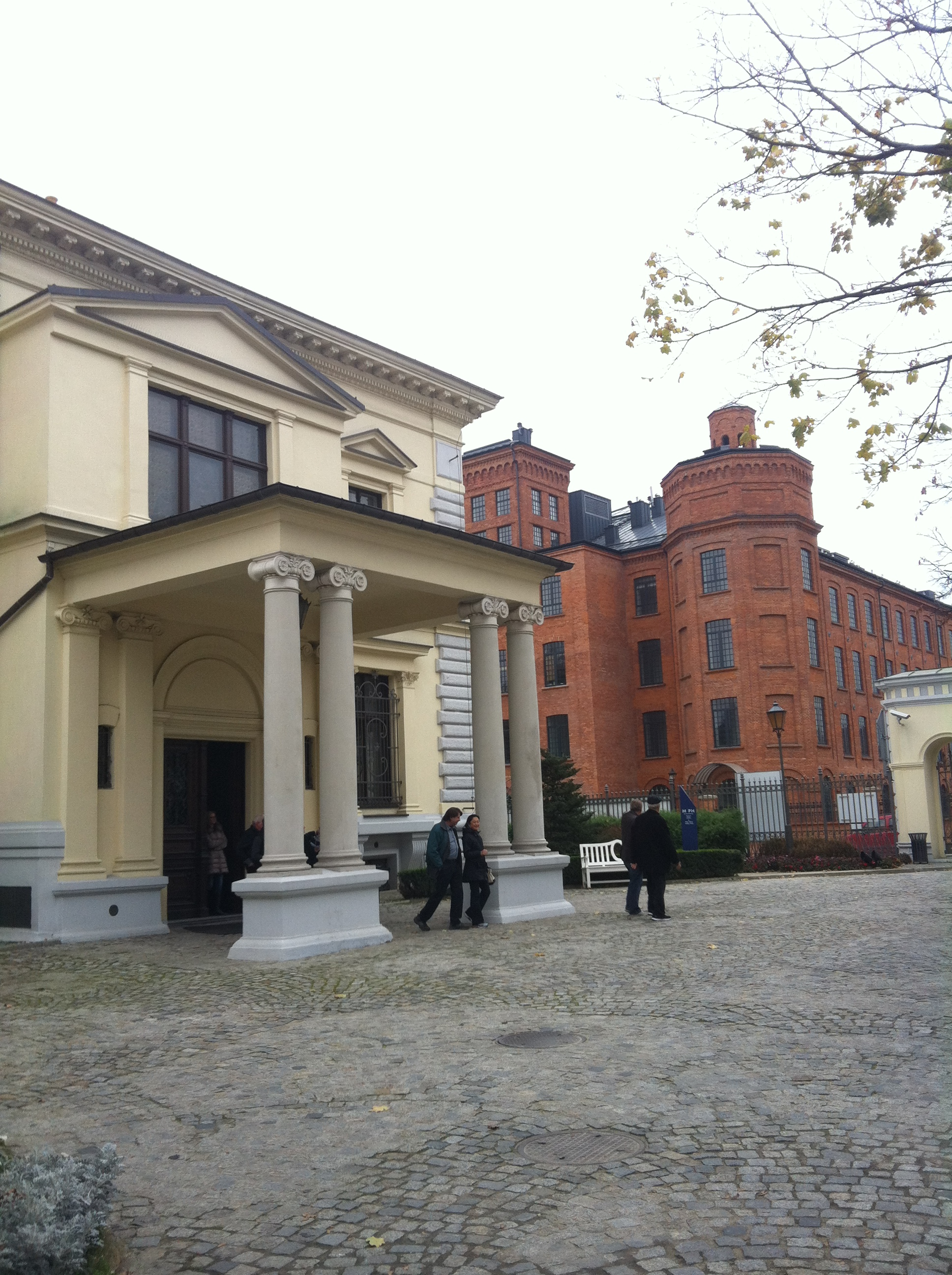
Willa Herbsta w Łodzi (2014) – Polska; Wejscie główne z czterokolumnowym portykiem
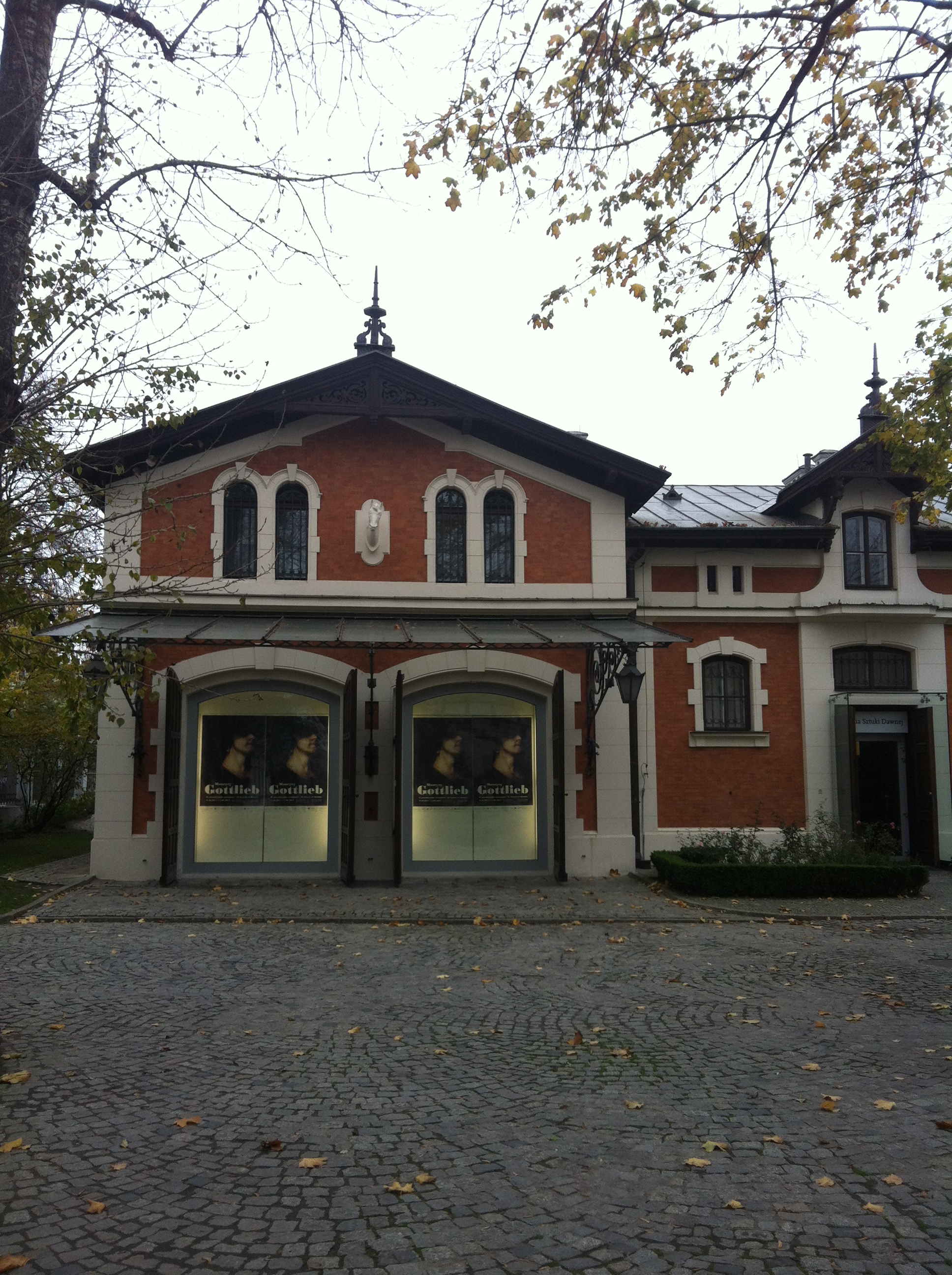
Willa Herbsta w Łodzi (2014) – budynek gospodarczy, powozownia
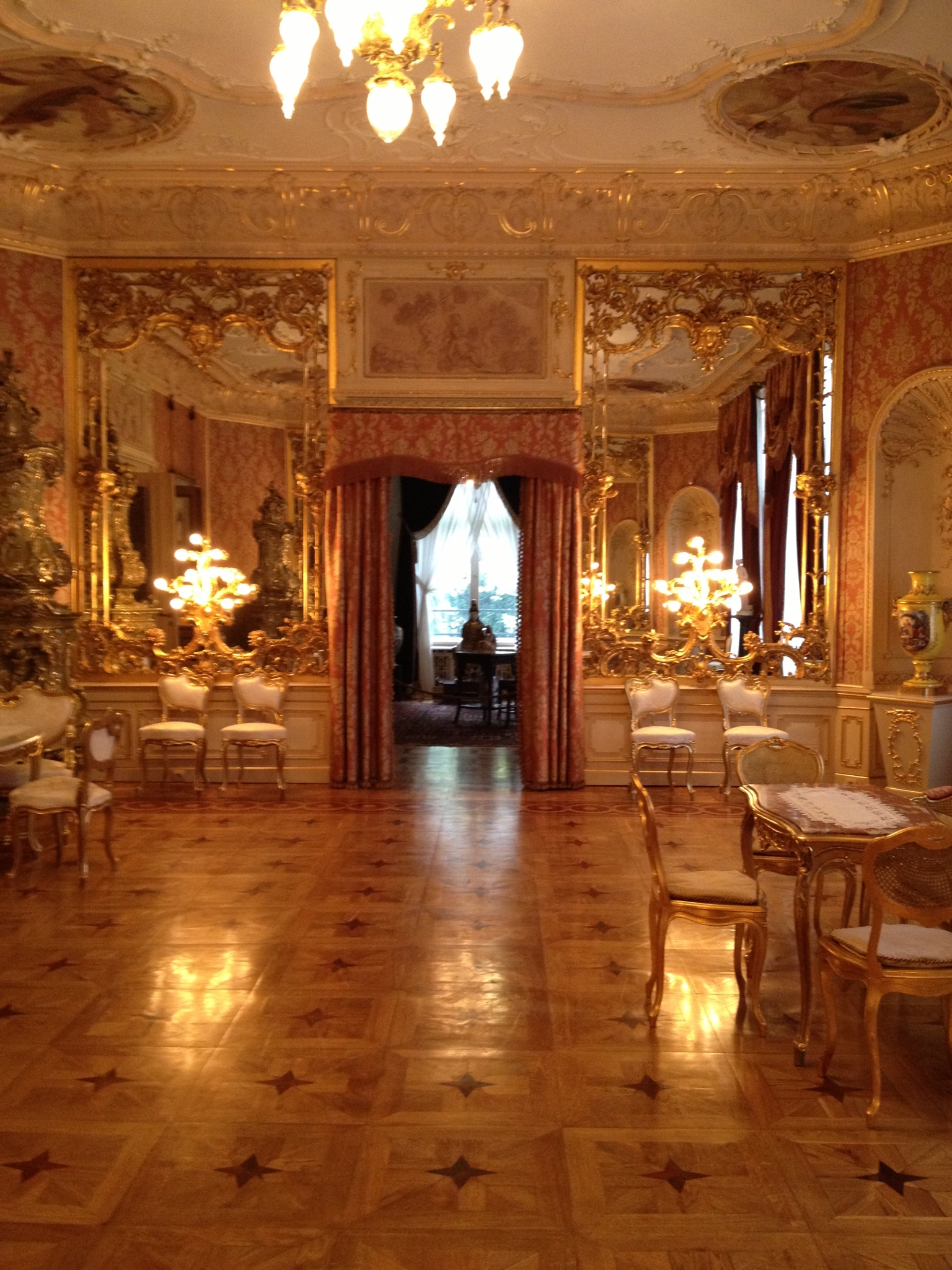
Willa Herbsta (2014) – wnętrze jednej z sal
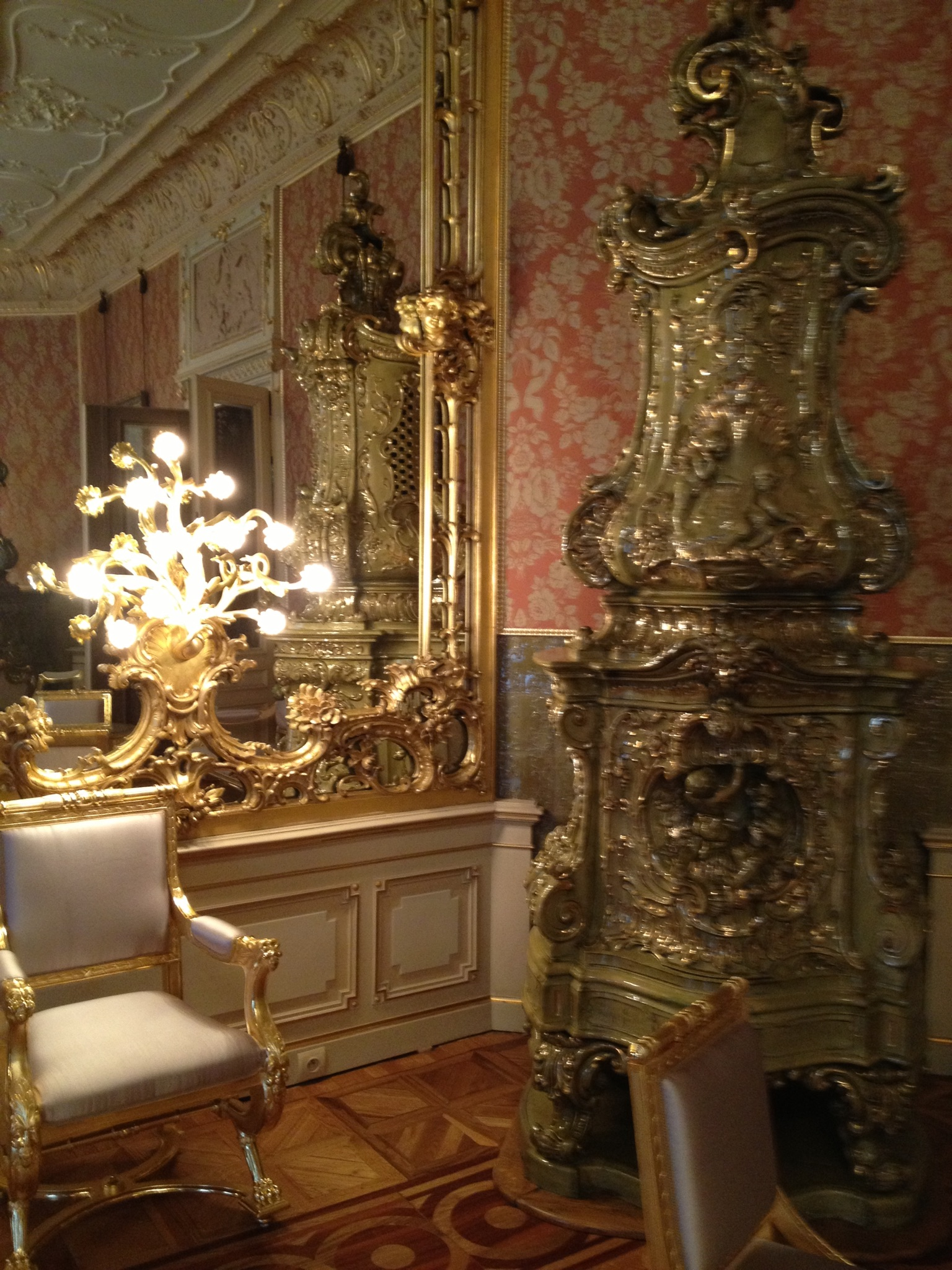
Willa Herbsta (2014) – wnętrze jednej z sal z piecem kaflowym
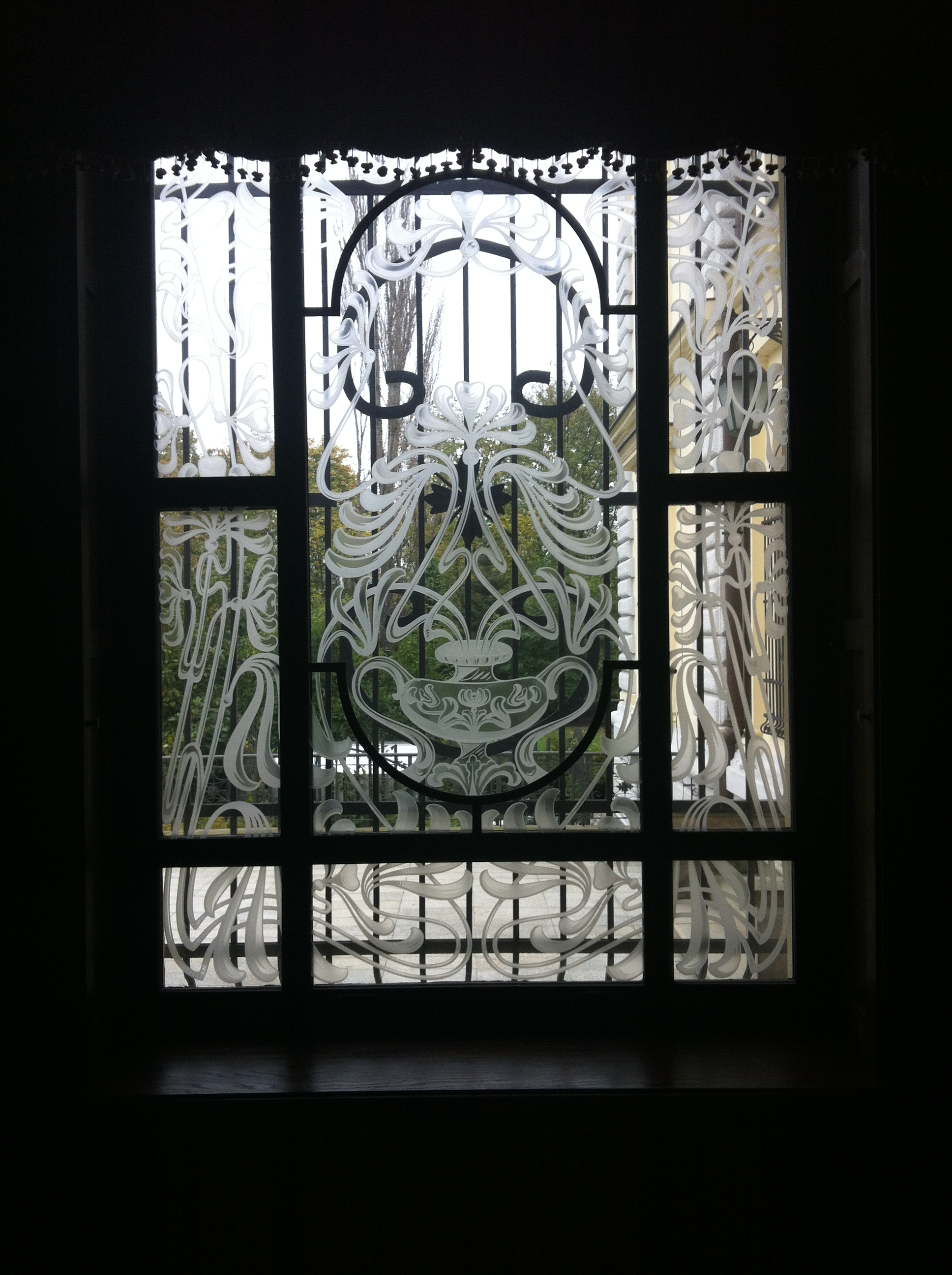
Willa Herbsta (2014) – okno ze szkła ornamentowego